# Episodi di 2 Broke Girls (quarta stagione)
La quarta stagione della sitcom 2 Broke Girls, composta da 22 episodi, è stata trasmessa in prima visione assoluta negli Stati Uniti d'America da CBS dal 27 ottobre 2014 al 18 maggio 2015.
In Italia la stagione è trasmessa in prima visione da Joi, canale a pagamento della piattaforma Mediaset Premium, dal 3 febbraio al 27 novembre 2015, mentre in chiaro è stata trasmessa da Italia 1 dal 7 gennaio al 4 febbraio 2016, ad eccezione dell'episodio natalizio trasmesso in anteprima il 18 dicembre 2015.
| nº | Titolo originale               | Titolo italiano                 | Prima TV USA     | Prima TV Italia  |
| -- | ------------------------------ | ------------------------------- | ---------------- | ---------------- |
| 1  | And the Reality Problem        | ...e il problema del reality    | 27 ottobre 2014  | 3 febbraio 2015  |
| 2  | And the DJ Face                | ...e l'amante senza nome        | 3 novembre 2014  | 3 febbraio 2015  |
| 3  | And the Childhood Not Included | ...e l'infanzia incompresa      | 10 novembre 2014 | 10 febbraio 2015 |
| 4  | And the Old Bike Yarn          | ...e le consegne a domicilio    | 17 novembre 2014 | 10 febbraio 2015 |
| 5  | And the Brand Job              | ...e il nuovo marchio           | 24 novembre 2014 | 17 febbraio 2015 |
| 6  | And the Model Apartment        | ...e l'appartamento per modelle | 8 dicembre 2014  | 17 febbraio 2015 |
| 7  | And a Loan for Christmas       | ...e il prestito per Natale     | 15 dicembre 2014 | 24 febbraio 2015 |
| 8  | And the Fun Factory            | ...e il lavoro divertente       | 5 gennaio 2015   | 24 febbraio 2015 |
| 9  | And the Past and the Furious   | ...e l'automobile dei sogni     | 19 gennaio 2015  | 2 ottobre 2015   |
| 10 | And the Move-In Meltdown       | ...e la crisi del trasloco      | 2 febbraio 2015  | 2 ottobre 2015   |
| 11 | And the Crime Ring             | ...e gli anelli dimenticati     | 9 febbraio 2015  | 9 ottobre 2015   |
| 12 | And the Knock Off Knock Out    | ...e il furto delle magliette   | 16 febbraio 2015 | 9 ottobre 2015   |
| 13 | And the Great Unwashed         | ...e la grande sporcizia        | 23 febbraio 2015 | 16 ottobre 2015  |
| 14 | And the Cupcake Captives       | ...e le prigioniere dei cupcake | 9 marzo 2015     | 16 ottobre 2015  |
| 15 | And the Fat Cat                | ...e il gatto grasso            | 23 marzo 2015    | 23 ottobre 2015  |
| 16 | And the Zero Tolerance         | ...e il saldo sotto zero        | 30 marzo 2015    | 23 ottobre 2015  |
| 17 | And the High Hook-Up           | ...e il flirt proibito          | 13 aprile 2015   | 30 ottobre 2015  |
| 18 | And the Taste Test             | ...e il test del buon gusto     | 20 aprile 2015   | 30 ottobre 2015  |
| 19 | And the Look of the Irish      | ...e lo stile irlandese         | 27 aprile 2015   | 6 novembre 2015  |
| 20 | And the Minor Problem          | ...e il servizio fotografico    | 4 maggio 2015    | 13 novembre 2015 |
| 21 | And the Grate Expectations     | ...e le aspettative deluse      | 11 maggio 2015   | 20 novembre 2015 |
| 22 | And the Disappointing Unit     | ...e il proprio fallimento      | 18 maggio 2015   | 27 novembre 2015 |

## ...e il problema del reality
- Titolo originale: And the Reality Problem
- Diretto da: Don Scardino
- Scritto da: Michael Patrick King

### Trama
A Max e Caroline viene chiesto di poter girare un episodio del reality show Al passo con i Kardashian nel loro negozio di cupcake. Max è restia ad accettare, Caroline invece vede in quest'occasione la possibilità di ottenere della pubblicità gratuita; le ragazze decidono così di accettare. Tuttavia all'ultimo secondo viene comunicato loro che la famiglia Kardashian ha preferito un altro negozio. Max e Caroline riusciranno a trovare lo stesso la possibilità di pubblicizzarsi sfruttando il nome della famiglia. Dopo essersi incastrata i capelli nel letto, Caroline è costretta a tagliarseli.
- Guest star: Kim Kardashian
- Totale risparmiato: $ 1.950,00

## ...e l'amante senza nome
- Titolo originale: And the DJ Face
- Diretto da: Don Scardino
- Scritto da: Liz Astrof

### Trama
Caroline fa la conoscenza di Sebastian, amico di letto di Max. Decide di intromettersi nella relazione tra i due convincendo Max a conoscere meglio la persona con cui è in intimità. Sebastian invita le due ragazze a vederlo fare il dj. Nel frattempo Oleg e Sophie decidono di rimettersi insieme.
- Guest star: Jesse Metcalfe
- Totale risparmiato: $ 2.300,00

## ...e l'infanzia incompresa
- Titolo originale: And the Childhood Not Included
- Diretto da: Don Scardino
- Scritto da: Michelle Nader

### Trama
Max riceve dalla madre un pacco contenente un ricordo d'infanzia. Sarà proprio questo ricordo a rivelarsi utile quando Caroline commetterà, per sbaglio, un gravissimo danno.
- Totale risparmiato: $ 2.285,00

## ...e le consegne a domicilio
- Titolo originale: And the Old Bike Yarn
- Diretto da: Don Scardino
- Scritto da: Patrick Walsh

### Trama
Caroline ha la brillante idea di iniziare a consegnare i cupcake a domicilio e decide di farlo usando una bicicletta abbandonata davanti al loro negozio. Tuttavia per Max è un incubo che diventa realtà, dato che la ragazza non ha mai imparato ad andare in bicicletta.
- Totale risparmiato: $ 2.735,00

## ...e il nuovo marchio
- Titolo originale: And the Brand Job
- Diretto da: Don Scardino
- Scritto da: Morgan Murphy

### Trama
Siccome gli affari vanno male, Caroline decide di partecipare insieme a Max ad un seminario che insegna ai giovani imprenditori a migliorare la propria attività. Le due ragazze decidono di iniziare a vendere delle magliette raffiguranti un cupcake.
- Totale risparmiato: $ 1.695,00

## ...e l'appartamento per modelle
- Titolo originale: And the Model Apartment
- Diretto da: Don Scardino
- Scritto da: Linda Videtti Figueiredo

### Trama
Per guadagnare qualche soldo extra, Max e Caroline decidono di subaffittare per un weekend il loro appartamento a due ragazze, le quali si rivelano essere due modelle di Victoria's Secret.
- Guest star: Lily Aldridge, Martha Hunt
- Totale risparmiato: $ 3.195,00

## ...e il prestito per Natale
- Titolo originale: And a Loan for Christmas
- Diretto da: Don Scardino
- Scritto da: Charles Brottmiller

### Trama
Dato il successo con cui le magliette vengono vendute al negozio, Caroline decide di chiedere un prestito in banca, in modo da pagare un'impresa che avrebbe stampato le magliette al posto loro. Max è però contraria ma deve ricredersi quando una loro maglietta verrà venduta per una cifra esorbitante in un negozio di Manhattan. Nel frattempo le ragazze, Oleg, Han e Earl accettano di aiutare Sophie in una competizione di presepi.
- Totale risparmiato: $ 3.945,00

## ...e il lavoro divertente
- Titolo originale: And the Fun Factory
- Diretto da: Don Scardino
- Scritto da: Michael Rowe

### Trama
Ottenuto il prestito, Caroline sceglie l'azienda che si occuperà di stampare le loro magliette. Max è però sospettosa in quanto sostiene che dietro l'apparenza ci sia qualcosa di più. Decideranno quindi di intrufolarsi nella fabbrica per indagare.
- Totale risparmiato: $ 3.945.00

## ...e l'automobile dei sogni
- Titolo originale: And the Past and the Furious
- Diretto da: Don Scardino
- Scritto da: Michelle Nader e Liz Astrof

### Trama
Caroline riceve una Lamborghini per il suo compleanno. Si ricorda che, 4 anni prima, suo padre l'aveva ordinata per farla personalizzare. Il sogno però dura poco: l'auto, così come tutti i beni dei Channing, verrà sequestrata la mattina seguente. Quello che Caroline sperava diventasse il miglior compleanno di sempre si trasforma nel peggiore. Max interverrà per cercare di salvare il salvabile. Nel frattempo Oleg fa la proposta di matrimonio a Sophie.
- Totale risparmiato: $ 3.545,00

## ...e la crisi del trasloco
- Titolo originale: And the Move-In Meltdown
- Diretto da: Don Scardino
- Scritto da: Patrick Walsh

### Trama
Oleg annuncia alle ragazze che presto si trasferirà da Sophie e Han si offre di aiutarlo con il trasloco. Sophie organizza una cena per celebrare l'evento ma quella che dovrebbe essere una festa si trasforma in una crisi.
- Totale risparmiato: $ 3.395,00

## ...e gli anelli dimenticati
- Titolo originale: And the Crime Ring
- Diretto da: Don Scardino
- Scritto da: Morgan Murphy

### Trama
Max e Caroline decidono di vendere le proprie magliette in un bar. Mentre sono nel locale, Caroline conosce un uomo e i due passano la notte insieme. La mattina seguente si accorge di aver dimenticato i suoi anelli a casa dell'uomo ma decide di seguire "la regola delle due settimane" di Max. Due settimane dopo, dato che l'uomo non si è fatto vivo, le ragazze decidono di intrufolarsi nel suo appartamento per recuperare gli anelli, sbagliando però abitazione. Vengono arrestate e trascorrono una notte in carcere. Sophie accetta di pagare loro la cauzione dopo che Max acconsente ad essere la sua damigella d'onore.
- Totale risparmiato: $ 3.395,00

## ...e il furto delle magliette
- Titolo originale: And the Knock Off Knock Out
- Diretto da: Don Scardino
- Scritto da: Morgan Murphy

### Trama
Max e Caroline scoprono che l'idea delle loro magliette è stata rubata da due ragazzine. Queste mandano loro una diffida. Non potendo permettersi un avvocato decidono di fare una messinscena, fingendo che Han, che aveva studiato legge senza però laurearsi, sia il loro avvocato. 
- Totale risparmiato: $ 3.675,00

## ...e la grande sporcizia
- Titolo originale: And the Great Unwashed
- Diretto da: Don Scardino
- Scritto da: Laura Kightlinger

### Trama
Una cliente abituale del diner chiede di essere servita da Caroline; questa, sentendosi apprezzata dopo parecchio tempo, decide, la sera seguente, di andare a consegnare la cena a casa della donna, accompagnata da Max. Entrando nell'appartamento, le due scoprono che è una fotografa e che presto ci sarà una sua mostra. Le ragazze decidono di andarci e si scoprono appese sui muri.
- Guest star: Valerie Harper
- Totale risparmiato: $ 2.675,00

## ...e le prigioniere dei cupcake
- Titolo originale: And the Cupcake Captives
- Diretto da: Don Scardino
- Scritto da: Charles Brottmiller

### Trama
Caroline organizza la festa di addio al nubilato di Sophie. Poco prima dell'arrivo delle ospiti, un agente dell'FBI bussa alla porta facendole uscire dal condominio, dato che un inquilino tiene prigioniere alcune ragazze nel suo appartamento. Quando viene scortato fuori, l'uomo ha indosso una maglietta della "Cupcake fatti in casa di Max". Le ragazze si trovano così coinvolte in uno scandalo che manda a monte il business delle magliette.
- Totale risparmiato: $ 1.475,00

## ...e il gatto grasso
- Titolo originale: And the Fat Cat
- Diretto da: Fred Savage
- Scritto da: Liz Astrof e Michelle Nader

### Trama
Nancy, la gatta di Max e Caroline, è sparita da giorni; viene trovata da Owen, un investitore, che la riporta alle ragazze. La gatta è però incinta e una volta partoriti i cuccioli, Max vuole venderli all'uomo in modo da guadagnarci. Caroline invece preferisce rivolgersi a lui per chiedere aiuto per la loro attività. Data una serie di malintesi, nessuna delle due raggiungerà il suo scopo. 
- Totale risparmiato: $ 975,00

## ...e il saldo sotto zero
- Titolo originale: And the Zero Tolerance
- Diretto da: Fred Savage
- Scritto da: Michael Patrick King

### Trama
Caroline decide di controllare il saldo per iniziare a restituire il prestito alla banca; rimane sotto shock quando scopre che è sotto zero. Poco più tardi si presenta alla loro finestra John "Big Mary", un ex compagno di corso di Max alla scuola di pasticceria, comunicandole che è stato assunto in una pasticceria di prossima apertura e le suggerisce di candidarsi come aiuto chef. Caroline invece si propone come cameriera. Dopo un duro colloquio con la cinica titolare Joedth, vengono assunte entrambe e Caroline riesce, oltretutto, ad ottenere una promozione, ad hostess di sala, durante il primo giorno.
- Totale risparmiato: $ -14,00

## ...e il flirt proibito
- Titolo originale: And the High Hook-Up
- Diretto da: Fred Savage
- Scritto da: Michelle Nader e Liz Astrof

### Trama
Jo arriva al locale in compagnia di un affascinante ragazzo irlandese di nome Nashit, che viene assunto come cameriere. Max, attratta immediatamente da lui, si impone di portarselo a letto. Jo però vieta qualsiasi tipo di flirt ed ordina a Caroline di licenziare il ragazzo in caso le cose dovessero spingersi oltre. Caroline sarà costretta ad agire dopo che il ragazzo, arrivato a New York da poco e quindi senza un tetto, passa la notte da loro. Max riuscirà a procurargli un lavoro come lavapiatti al diner.
- Totale risparmiato: $ 286,00

## ...e il test del buon gusto
- Titolo originale: And the Taste Test
- Diretto da: Fred Savage e Jim Rose
- Scritto da: Charles Brottmiller e Justin Sayre

### Trama
La sorella di Sophie dà forfait come damigella d'onore e quindi Caroline viene costretta a sostituirla. Dopo aver saputo che le foto dell'evento finiranno sul Times, Caroline propone a Max di andare a nascondere tutti i vestiti osceni dall'atelier in cui li compreranno. Le ragazze avranno un confronto con Sophie, in quanto ritengono che la donna abbia un pessimo gusto in fatto di abiti.
- Totale risparmiato: $ 711,00

## ...e lo stile irlandese
- Titolo originale: And the Look of the Irish
- Diretto da: Fred Savage
- Scritto da: Patrick Walsh e Karen Kilgariff

### Trama
Max, già stufa del flirt con Nashit, vuole trovargli un nuovo lavoro in modo che venga licenziato dal diner. Lei e Caroline decidono di tentare con la carriera da attore: credendo di avergli trovato un ruolo per uno spot di cereali, si renderanno conto che in realtà il provino è per un film porno. Capendo che non possono obbligarlo a fare una cosa del genere, ci rinunciano. Quando credono di non avere più alcuna chance, arriva la nuova fiamma di Jo che lo vuole per un nuovo servizio fotografico di Guess.
- Totale risparmiato: $ 1.211,00

## ...e il servizio fotografico
- Titolo originale: And the Minor Problem
- Diretto da: Fred Savage
- Scritto da: Liz Astrof

### Trama
Mentre Caroline prepara Nashit per il suo primo servizio fotografico, Jo le comunica che presto dovrà gestire la nuova location de "L'Estasi" permettendole di inserire nello staff Max e Big Mary. Mentre il servizio fotografico si svolge, la madre di Nashit arriva infuriata e decide di riportarlo in Irlanda. Questo scatena la furia di Jo, che le obbliga a "rapirlo" e fargli terminare il servizio fotografico, altrimenti le avrebbe licenziate. Caroline quindi prenota dei biglietti per Parigi (con l'intenzione di restituirli) e le ragazze raggiungono l'aeroporto. Mentre sono lì scoprono che la nuova location è proprio l'aeroporto.
- Totale risparmiato: $ 2.261,00

## ...e le aspettative deluse
- Titolo originale: And the Grate Expectations
- Diretto da: Fred Savage
- Scritto da: Michelle Nader

### Trama
Il fratello di Oleg viene arrestato e quindi non potrà più fargli da testimone al matrimonio. Oleg allora lo domanda ad Han che accetta. Il suo primo incarico è quello di organizzare la festa di addio al celibato che però è un fiasco; oltretutto il matrimonio rischia di saltare. Max, Caroline e John sono invece alle prese con l'apertura della nuova location de "L'Estasi".
- Totale risparmiato: $ 3.261,00

## ...e il proprio fallimento
- Titolo originale: And the Disappointing Unit
- Diretto da: Michael Patrick King
- Scritto da: Michael Patrick King

### Trama
Il giorno del matrimonio di Sophie e Oleg è arrivato e, nonostante le innumerevoli difficoltà, riesce al meglio. Nel frattempo Max e Caroline devono affrontare il fatto che gli affari de "L'Estasi" vanno male. Si rendono conto che ciò che stanno facendo non è realizzare il loro sogno, ma il sogno di qualcun altro. Prendono quindi la decisione di licenziarsi. Una volta licenziate decidono di prendersi una vacanza e trascorrere una settimana a Parigi, prima di tornare a dedicarsi in pieno all'attività di cupcake.
- Guest star: Caroline Rhea
- Totale risparmiato: $ 89,00